# Астрономическая навигация
Астрономи́ческая навига́ция — комплекс методов определения навигационных параметров объекта, основанный на использовании электромагнитного излучения астрономических объектов. Применяется для определения курса и навигационных координат у наземных объектов, а также для определения ориентации космических летательных аппаратов в составе астроинерциальной навигационной системы.
Простейшие методы астрономической навигации используются людьми на Земле для ориентирования на неизвестной местности, поскольку для их использования не требуется каких-либо приспособлений. В Северном полушарии, например, направление на географический север можно узнать по положению на небосклоне Полярной звезды, а по положению Солнца в полдень можно приближённо определить направление на географический юг. Один из главных недостатков астрономической наземной навигации — зависимость от облачности.

Использование секстанта для определения возвышения солнца над горизонтом

Ранее астрономическая навигация являлась основным способом определения координат и курса морских судов, с использованием показаний таких приборов как секстант и хронометр. Сейчас в морской и воздушной навигации практически полностью вытеснена спутниковыми навигационными системами, но из-за высокой степени автономности является резервной.
Астронавигация получила широкое применение в конце ХIХ и начале XX века при построении Астрономо-геодезических сетей, с целью получения координат исходных и конечных пунктов. Большая часть геодезической сети СССР базировалась на Пунктах Лапласа, а Дуга Струве включала 13 таких пунктов.

## Принцип определения координат

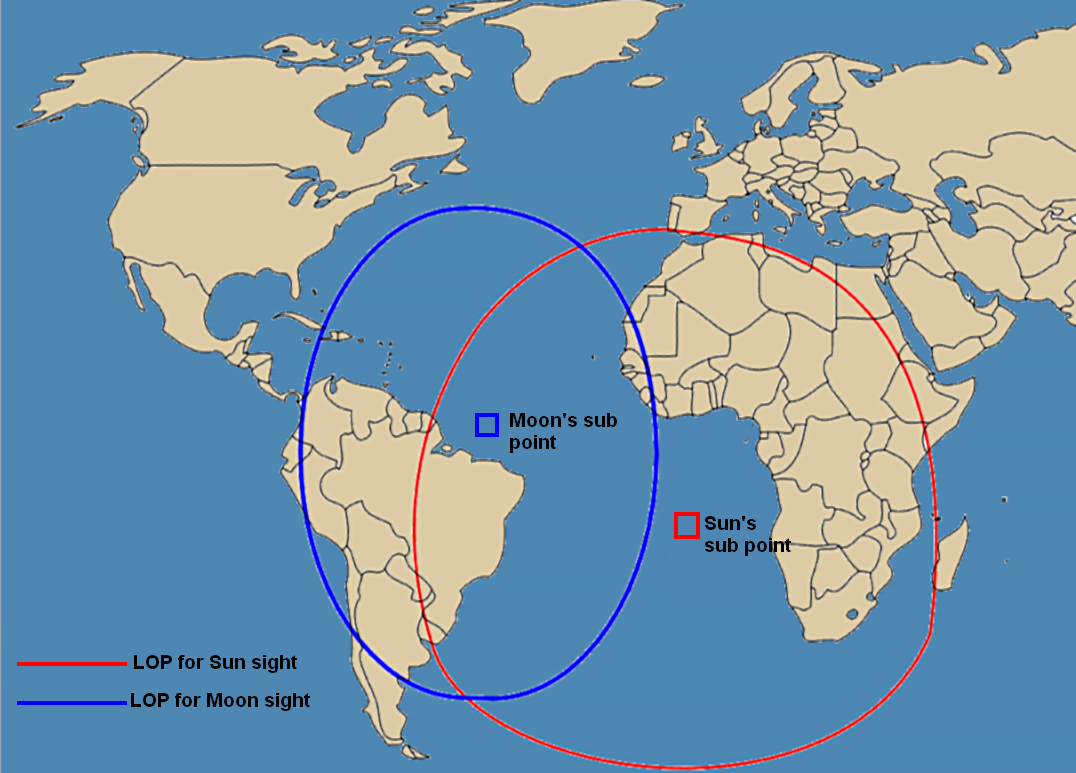
Определение координат по одновременно наблюдаемым Солнцу и Луне: синий — круг равных высот Луны, красный — Солнца

Существует целый ряд методов определения географических координат — широты и долготы — посредством астрономических наблюдений. Некоторые из них, будучи разработанными столетия назад, ныне устарели и представляют лишь исторический интерес (например, предложенный Галилеем в 1612 году способ определения долготы по наблюдениям спутников Юпитера, а также метод лунных дистанций (Johannes Werner, 1514). Другие, разработанные позднее, вышли из профессионального употребления в морской и воздушной навигации всего лишь десятилетия назад — с появлением систем спутниковой навигации. К таким методам относятся метод определения долготы с использованием секстанта и хронометра, метод измерения по меридиану и метод равных высот светил. Ниже приведён пример последнего.
Проводятся измерения высоты двух разных светил (в сумерках — двух звёзд/планет или одной звезды/планеты и Луны; днём — Солнца и Луны). Для каждого измерения записывается его время. Точки земной поверхности, которым соответствуют измеренные высо́ты этих двух светил в моменты измерения, образуют две окружности (по одной для каждого светила), называемые «линиями положения» (или «кругами равных высот»). Точки пересечения линий положения и являются искомым местонахождением наблюдателя (этих точек — 2, но обычно они достаточно далеки друг от друга, так что неопределённости не возникает).
Построение кругов равных высот на меркаторской карте невозможно в связи с неизбежными для картографических проекций искажениями. Полностью круги равных высот могут быть нанесены только на глобус, однако в этом случае полученные координаты точки пересечения будут обладать недостаточной для практического применения точностью из-за небольших размеров глобуса. В связи с этим в астрономической навигации и практической астрономии употребляются приближённые методы — метод Сомнера и метод переносов (метод Сент-Илера), в которых вместо цельных линий положения на меркаторской карте строятся фрагменты секущих (в методе Сомнера) или касательных (в методе переносов) линий к кругам равных высот. Возможно непосредственное вычисление координат обоих пересечений кругов равных высот без применения построений на карте.
Если днём видно только Солнце, то можно провести два замера его высоты через некоторый промежуток времени. Поскольку Солнце перемещается по небу, то эти 2 замера будут эквивалентны замерам высоты двух разных светил.
Если нужно провести определение координат движущегося судна, то нужно вводить поправки на предполагаемое смещение судна за время между двумя замерами высот светил (вычисляются на основании скорости и курса судна).
В практическом смысле, для определения координат наблюдателя средствами астронавигации необходим следующий набор инструментов и справочников: 1) точный хронометр для измерения времени, 2) секстант для измерения углов на небесной сфере, 3) альманах, или справочник астрономических эфемерид с координатами небесных тел, предвычисленными на будущее время, 4) счётные редукционные таблицы для упрощения расчёта высоты и азимута светила, сводящие все действия к сложению и вычитанию, 5) географическая карта. Именно таким набором средств пользовались навигаторы морских судов вплоть до развития радионавигации и спутниковой навигации; у опытного навигатора весь процесс, включая астрономические наблюдения и расчёты, занимал несколько минут. В настоящее время вместо печатного справочника астрономических эфемерид могут использоваться компьютерные программы, а вместо редукционных таблиц — компьютер или калькулятор.
ВВС США продолжали обучение военных лётчиков астронавигации до 1997 года, потому что:
- астрономическая навигация может использоваться независимо от наземных средств;
- астрономическая навигация имеет глобальное покрытие;
- астрономическая навигация не может быть заблокирована (хотя она может быть скрыта облаками);
- астрономическая навигация пассивна и не даёт никаких сигналов, которые могут быть обнаружены противником[1].

Военно-морская академия США объявила о прекращении курса по астрономической навигации весной 1998 года. В октябре 2015, высказав озабоченности по поводу надёжности систем GPS перед лицом возможных интернет-атак, Военно-морская академия США восстановила курс по астрономической навигации в 2015/2016 учебном году.
В Академии торгового флота США обучение астрономической навигации не прекращалось. Курс астрономической навигации преподаётся в Гарварде с недавних пор как Астрономия 2. Астрономическая навигация по-прежнему используется яхтсменами и экипажами небольших крейсерских лодок. Хотя технология спутниковой навигации надёжна, яхтсмены используют небесную навигацию либо в качестве основного навигационного инструмента, либо в качестве резервного.

### Навигационный треугольник
Одним из методов определения координат является решение навигационного треугольника, называемого также «параллактическим треугольником» (или «PZX-треугольником»). При известных в один момент времени направлениях на полюс (P), на зенит (Z) и на какое-либо светило (X) поиск соответствующих координат точки на земном шаре даёт единственный ответ.

## Астровизирование
Астровизи́рование — процесс наблюдения картины звёздного неба, с помощью астровизира, обычно установленного на гироплатформе, сравнения полученной картины с программно ожидаемой и вычисления поправок, компенсирующих накапливаемые ошибки основных средств измерения (гироплатформы, БИНС).
Астровизирование — один из способов компенсации собственных ошибок системы управления ракетой. Астровизирование обычно производится на пассивном участке полета, так как работающие ракетные двигатели дают сильные возмущения, понижающие точность измерения. Кроме ракет, также используется на самолетах, на космических летательных аппаратах, на подводных лодках.

## Развитие астрономической навигации
За последние несколько столетий, подход к астрономической навигации остался неизменным. Зачастую требуется идентификации звёзд вручную и использование секстанта или же поиск перебором звёздных паттернов в астрономических каталогах. Одним из возможных развитий систем астрономической навигации является использование технологий глубокого обучения, определение координат по сырым, необработанным изображениям звёздного неба.